# Süßen
Süßen – miasto w Niemczech, w kraju związkowym Badenia-Wirtembergia, w rejencji Stuttgart, w regionie Stuttgart, w powiecie Göppingen, wchodzi w skład związku gmin Mittleres Fils-Lautertal. Leży nad rzeką Fils i Lauter, ok. 10 km na wschód od Göppingen, przy drogach krajowych B466 i B10.
W mieście znajduje się stacja kolejowa Süßen.